# Robert Gurney
Robert Gurney (* 31. Juli 1879; † 5. März 1950) war ein britischer Zoologe.
Gurney stammte aus der Bankiers-Familie Gurney aus Norfolk, sein Vater John Gurney (1845–1887) war in der Familienbank und Bürgermeister von Norwich. Gurney besuchte Eton College und studierte in Oxford (New Hall) mit dem Abschluss 1902. Mit seinem Bruder Eustace gründete er die erste Süßwasser-Forschungsstation Großbritanniens in Sutton Broad (um so ein Pendant zur Meeresforschungsstation in Plymouth zu schaffen). Sie bestand nur bis zum Ersten Weltkrieg, aber er war später auch an der Gründung der Freshwater Biological Association mit einer Forschungsstation in Far Sawrey bei Windermere beteiligt. Er lebte in Stalham in Norfolk und ab 1928 in Boars Hill bei Oxford. Er war zeitlebens nicht mit einer Institution verbunden. 1927 erhielt er einen Doktortitel (D. Sc.) in Oxford.
Er schrieb eine Monographie über Süßwasser-Ruderfußkrebse (Copepoda) und Larven von Zehnfußkrebsen (Decapoda). Die Ähnlichkeit der Larven mit Ruderfußkrebsen schrieb er seinem Freund, dem Zoologieprofessor Walter Garstang, folgend, einer Form von Neotenie zu und nicht der Biogenetischen Grundregel von Ernst Haeckel, die er ablehnte. Er beschäftigte sich zwar hauptsächlich mit Süßwasser-Arten, veröffentlichte aber auch über marine Copepoda.
Er nahm 1906 an einer Expedition nach Nordafrika teil und 1924 an der Expedition der Universität Cambridge nach Suez. 1936 besuchte er die Meeresforschungsstation Hurghada am Roten Meer und zweimal war er auf Bermuda. Er bearbeitete Fundmaterial anderer Expeditionen wie der  Great Barrier Reef Expedition von 1928/29, der Terra-Nova-Expedition und verschiedenen Discovery-Expeditionen der 1920er und 1930er Jahre.
Gurney war mit der Schwester Gamzu von Garstang verheiratet. Sein Sohn Oliver R. Gurney (1911–2001) war Assyriologe und Hethitologe.
Die Gattung von Ruderfußkrebsen Robertgurneya und mehrere Arten sind nach ihm benannt. Einige Krebsarten sind allerdings auch nach anderen Mitgliedern der Gurney-Familie benannt, die wichtige Mäzene in Norfolk waren.

## Schriften
- British Freshwater Copepoda, 3 Bände, Ray Society 1931 bis 1933
- Bibliography of Larvae of Decapod Crustacea, Ray Society 1939
- Larvae of Decapod Crustacea, Ray Society 1942